# Профсоюзнинское сельское поселение
Профсою́знинское се́льское поселе́ние — муниципальное образование в Даниловском районе Волгоградской области.
Административный центр — посёлок Профсоюзник.

## История
Профсоюзнинское сельское поселение образовано 22 декабря 2004 года в соответствии с Законом Волгоградской области № 1058-ОД.

## Население
| 2010 | 2012 | 2013 | 2014 | 2015 | 2016 | 2017 |
| ---- | ---- | ---- | ---- | ---- | ---- | ---- |
| 541  | ↘517 | ↘506 | ↘502 | ↘486 | ↘472 | ↘462 |
| 2018 | 2019 | 2020 | 2021 |      |      |      |
| ↘453 | ↘440 | ↘428 | ↘414 |      |      |      |

## Состав сельского поселения
| № | Населённый пункт | Тип населённого пункта          | Население |
| - | ---------------- | ------------------------------- | --------- |
| 1 | Киевский         | хутор                           | 2         |
| 2 | Профсоюзник      | посёлок, административный центр | 490       |
| 3 | Семибратовский   | хутор                           | 49        |
| 4 | Ушаки            | хутор                           | 0         |